# Giovanni Turicchia
Giovanni Paolo Antonio Turicchia, född den 21 maj 1886 i Alfonsine i Italien, död den 19 december 1978, var en italiensk-svensk violinist.

## Biografi
Turicchia studerade vid Liceo musicale i Bologna under Marco Enrico Bossi 1905 och genomförde konsertturnéer i Italien 1905–1907. Han var lärare vid musikkonservatoriet i Malmö 1907–1911.  Turicchia medverkade vid grundandet av Sydsvenska Kammarmusikföreningen och blev konsertmästare vid Nordvästra Skånes orkesterförening i Helsingborg 1912. Han var andre konsertmästare i Kungliga Hovkapellet 1912–1914 och förste konsertmästare 1914–1948. Turicchia grundade Turicchiakvartetten 1922. Han  invaldes som associé nr 146 i Kungliga Musikaliska Akademien den 30 november 1921 och som ledamot nr 749 av akademien den 1 juli 1971.

## Utmärkelser
- 1926 – Riddare av Vasaorden
- 1948 – Medaljen för tonkonstens främjande